# Scheibe SF 28
Pour les articles homonymes, voir Scheibe.
Le Scheibe SF 28 également connu sous son appellation Tandem-Falke (littéralement « faucon biplace ») est un motoplaneur ainsi qu'un motoplaneur d'entraînement développé par Scheibe Flugzeugbau dans les années 1970.

## Caractéristiques
Le Scheibe SF 28 est un planeur monoplan cantilever à aile basse, dotée d'une grande verrière en plexiglas. Les deux sièges sont positionnés l'un derrière l'autre, et non côte-à-côte, ce qui permet un fuselage plus fin et donc moins de traînée. Long de 8,1 mètres pour 16,3 mètres d'envergure, il pèse 410 kg à vide et a une finesse de 26. Le fuselage est en tube d'acier, recouvert de tissu et les ailes sont construites en bois et en tissu autour d'un seul longeron.
Le train d'atterrissage se compose d'une roue simple non rétractable et d'une roue arrière orientable, reliée au gouvernail. De petites roues de stabilisation sont également montées sur des pattes en nylon sous chaque aile,.
Son moteur est un Limbach SL 1700 (en) de 60 chevaux. Un moteur à plat quatre cylindres refroidi à l'air.
Il est capable d'atteindre une vitesse de 180 km/h et une altitude de 5 000 mètres, et accepte une charge de 200 kg. L'hélice peut-être mise en drapeau quand l'avion est en mode planeur, pour minimiser la traînée.

## Histoire
Le développement du SF 28 débute en 1970, et aboutit au premier vol du prototype (immatriculé D-KAFJ) en mai 1971. Ce prototype était équipé d'un moteur Stamo MS1500 de 45 chevaux, moins puissant que celui du modèle de série, (le SF 28 A).
En 1977, l'avion est engagé dans une compétition de motoplaneurs allemande.

## Dotation
- Espagne Il est en dotation au sein des forces aériennes espagnoles. Un exemplaire est retiré du service en avril 2008[5].